# Рейхеншпергер, Петер
Петер Франц Рейхеншпергер (28 мая 1810, Кобленц — 31 декабря 1892, Берлин) — германский политический деятель, юрист и научный писатель, брат Августа Рейхеншпергера.

## Биография
Петер Рейхеншпергер родился в семье судьи. Его отец умер в 1812 году, а матери пришлось одной содержать четверых детей, двум из которых она сумела дать образование. Молодость провёл в Боппарде, среднее образование получил в Королевской гимназии в Кройцнахе, с 1829 по 1832 год изучал в Бонне и Гейдельберге право, камералистику, физику и химию. На некоторое время прервал обучение и служил в армии в Трире, затем вернулся в университет, получил степень в области права и работал стажёром в районном суде в Трире. В 1837 году женился на дочери богатого землевладельца, с 1839 по 1841 год был асессором в Эльберфельде, затем до 1850 года судьёй в Кобленце, в 1859—1879 годах служил в прусском Обертрибунале.
Писать статьи на политические темы начал ещё в 1840-х годах, до революции. В 1848 году, во время революционных событий, был членом прусского национального собрания, с 1858 года состоял членом прусской палаты депутатов, с 1867 года — северогерманского и германского рейхстага. В 1850-х годах он вместе с братом принадлежал к либеральной оппозиции, позднее вместе с ним сделался членом партии центра; подобно ему отличался умеренностью клерикальных воззрений и энергией в борьбе с реакционными стремлениями правительства; был горячим сторонником законности и одним из основателей так называемого политического католицизма.
Главные работы: «Die Agrarfrage» (Трир, 1847), «Die freie Agrarverfassung» (Регенсбур, 1856), «Deutschlands nächste Aufgaben» (вместе с братом; Падерборн, 1860), «Gegen die Aufhebung der Zinswuchergesetze» (Берлин, 1861), «Kulturkampf oder Friede in Staat und Kirche» (Берлин, 1871), «Erlebnisse eines alten Parlamentariers. 1848» (Б., 1882). Ранние речи братьев Рейхеншпергеров вышли в 1858 году в Регенсбурге, под заглавием «Die Reden der Gebrüder August u. Peter-Franz Reichensperger».